# Dasiosoma basilewskyi
Dasiosoma basilewskyi es una especie de escarabajo terrestre perteneciente al género Dasiosoma, categorizada en la tribu Lebiini, de la subfamilia Lebiinae. Fue descrita por Shi y Liang en 2013.
Este ejemplar es válido y aceptado y aparece registrado en una sección de la publicación Taxonomic synopsis of the subtribe Physoderina (Coleoptera, Carabidae, Lebiini), with species revisions in eight genera. ZooKeys, 284: 1-129. de 2013.
Mide aproximadamente 6,9 mm de longitud.

## Distribución
Se distribuye por África, en la República Democrática del Congo.